# Bossard Holding
Die Bossard Holding AG ist ein international tätiges Schweizer Schraubenhandels- und Logistikunternehmen mit Sitz in Zug. Ihre Aktivitäten umfassen den weltweiten Vertrieb, die technische Beratung und die Lagerbewirtschaftung. Die Unternehmensgruppe beschäftigt an 84 Standorten in Europa, Amerika und Asien/Pazifik über 2.878 Mitarbeiter und erwirtschaftete im Jahr 2023 einen Umsatz von 1,069 Milliarden Schweizer Franken. Die Bossard Holding ist an der Schweizer Börse SIX Swiss Exchange kotiert.

## Tätigkeitsgebiet
Das Unternehmen beschäftigt sich mit Produktlösungen und Dienstleistungen in der industriellen Verbindungstechnik. Das Produktangebot umfasst über 1.000.000 Verbindungselemente und kundenspezifische Anwendungslösungen, verbunden mit Dienstleistungen in den Bereichen Smart Factory Logistics und Assembly Technology Expert. Bossard unterhält ein internationales Beschaffungsnetz für Schrauben und Verbindungselemente. Das Unternehmen arbeitet mit 4.600 Herstellern zusammen.

## Geschichte

### Gründung und Börsengang

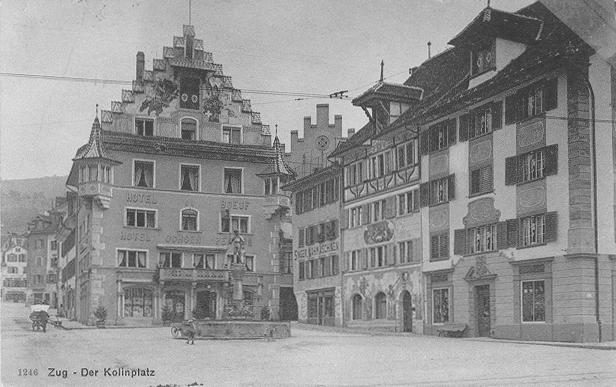
Der Bossard-Eisenwarenladen von 1831

Das Unternehmen wurde 1831 von Johann Franz Kaspar Bossard in Zug als Eisenhandlung gegründet. Das frühere, von seinem Schwiegervater Karl Kaspar Kolin übernommene Seidenhandelsgeschäft wurde dabei aufgelöst. Der Eisenwarenladen bewahrte rund ein Jahrhundert seinen lokalen Charakter, ehe das Unternehmen in den 1930er und 1940er Jahren seine Geschäftstätigkeit auf den Handel mit Schrauben erweiterte. Das lokale Fachgeschäft entwickelte sich zunächst zu einem regional tätigen und ab den 1950er Jahren zu einem national tätigen Unternehmen. Ab den 1960er Jahren begann Bossard ein internationales Stützpunktnetz auf- und auszubauen. Im Zuge der Expansion erfolgte 1987 der Börsengang.

### 1990er Jahre
Die Rezession zu Beginn der 1990er Jahre und der damit verbundene schlechtere Geschäftsverlauf veranlassten Bossard zu einer Überprüfung der gesamten Organisation. Dabei orientierte sich das Unternehmen auf den Kernbereich Verbindungstechnik und das schrittweise Abstossen sämtlicher Werkzeug-, Beschläge- und Handwerk-Aktivitäten.

### Übernahmen im 21. Jahrhundert
Bossard ist im Bereich Verbindungstechnologie in Europa, Amerika und Asien tätig. Im November 2012 hat die Bossard-Gruppe den Bereich Verbindungstechnik der KVT Koenig Group übernommen. Anfang 2019 hat die Bossard Gruppe die BRUMA Schraub- und Drehtechnik GmbH in Velbert übernommen. Am 24. Juni 2019 erwarb das Unternehmen außerdem den Distributionsbereich der SACS Boysen Aerospace Group, welcher weiterhin unter dem Namen Boysen operiert.
Die Bossard Gruppe erhöhte Anfang 2020 zudem ihre Mehrheitsbeteiligung an der Torp Fasteners mit Sitz in Oslo, Norwegen von 60 % auf 100 %. Bossard ist seit Januar 2015 am Unternehmen beteiligt, welches sich auf hochwertige Verbindungen spezialisiert hat. Im Dezember 2020 übernahm Bossard Anteile an der MultiMaterial-Welding GmbH und erweitert somit sein Portfolio um zukunftsweisende Leichtbau-Verbindungslösungen. Mit Jeveka B.V. wurde im Oktober 2021 ein in den Benelux-Staaten führender Anbieter von Produktlösungen sowie Logistik- und Engineering-Dienstleistungen in der industriellen Verbindungs- und Montagetechnik erworben.

## Konzernstruktur
Die Bossard Holding AG besitzt Beteiligungen an unterschiedlichen Gesellschaften.
|  | Name                                            | Beteiligungsanteil in Prozent |
|  | Holding und Finanzgesellschaften                |                               |
|  | ----------------------------------------------- | ----------------------------- |
|  | Bossard Holding AG                              | 100                           |
|  | Bossard Finance AG                              | 100                           |
|  | Bossard Beteiligungs GmbH                       | 100                           |
|  | bigHead Fasteners Ltd                           | 42                            |
|  | Bossard U.S. Holdings, Inc.                     | 100                           |
|  | Europa                                          |                               |
|  | Bossard Aerospace Switzerland AG                | 100                           |
|  | Bossard AG                                      | 100                           |
|  | 3d-prototyp GmbH in Liquidation                 | 100                           |
|  | Bossard Austria Ges.m.b.H.                      | 100                           |
|  | KVT-Fastening GmbH                              | 100                           |
|  | Bossard CZ s.r.o.                               | 100                           |
|  | KVT-Fastening s.r.o.                            | 100                           |
|  | Bossard Denmark A/S                             | 100                           |
|  | Bossard France SAS                              | 100                           |
|  | Bossard Aerospace Germany GmbH                  | 100                           |
|  | Bossard Deutschland GmbH                        | 100                           |
|  | KVT-Fastening Kft.                              | 100                           |
|  | Arnold Industries Cork DAC                      | 100                           |
|  | Bossard Italia S.r.l.                           | 100                           |
|  | Bossard Nederland B.V                           | 100                           |
|  | Bossard Norway AS                               | 100                           |
|  | Bossard Poland Sp. z o.o                        | 100                           |
|  | KVT-Fastening Sp. z o.o                         | 100                           |
|  | KVT-Fastening S.R.L                             | 100                           |
|  | KVT-Fastening d.o.o. Beograd                    | 100                           |
|  | KVT-Fastening spol. s.r.o.                      | 100                           |
|  | KVT-Tehnika pritrjevanja, d.o.o.                | 100                           |
|  | Bossard South Africa (Pty) Ltd                  | 75                            |
|  | Bossard Spain SA                                | 100                           |
|  | Bossard Sweden AB                               | 100                           |
|  | bigHead Bonding Fasteners Ltd                   | 42                            |
|  | Amerika                                         |                               |
|  | Bossard Canada, Inc                             | 100                           |
|  | Bossard Ontario Inc                             | 100                           |
|  | Bossard de México, S.A. de C.V.                 | 100                           |
|  | Aero-Space Southwest Mexico, S. de R.L. de C.V. | 100                           |
|  | Bossard Aerospace, Inc.                         | 100                           |
|  | Bossard Aerospace U.S., Inc.                    | 100                           |
|  | Bossard, Inc                                    | 100                           |
|  | Bossard, LLC                                    | 100                           |
|  | Asien/Ozeanien                                  |                               |
|  | Bossard Australia Pty. Ltd                      | 100                           |
|  | Bossard Fastening Solutions (Shanghai) Co. Ltd  | 100                           |
|  | Bossard Fastening Solutions (Tianjin) Co. Ltd   | 100                           |
|  | LPS Bossard Pvt. Ltd                            | 51                            |
|  | Bossard (M) Sdn. Bhd.                           | 100                           |
|  | Bossard Pte. Ltd                                | 100                           |
|  | Bossard Services Pte. Ltd                       | 100                           |
|  | Bossard (Korea) Ltd                             | 100                           |
|  | Bossard Ltd Taiwan Branch                       | 100                           |
|  | Bossard (Thailand) Ltd                          | 100                           |
|  | Assoziierte Unternehmen                         |                               |
|  | Ecoparts AG                                     | 30                            |
|  | MultiMaterial-Welding AG                        | 41                            |
|  | Sentinus AG                                     | 20                            |
|  | PDi Digital GmbH                                | 30                            |

## Trivia
Das Eishockeystadion des EV Zug figuriert seit 2010 unter dem Namen Bossard Arena. Die Bossard AG hat ihre Option zur Verlängerung des Naming-Vertrages für den Zeitraum vom 1. August 2020 bis 31. Juli 2025 ausgeübt. Die Verlängerung ist Bestandteil des 2010 abgeschlossenen Vertrages für die Namensrechte des damals neu erstellten Eisstadions.